# Cola de Dragón (península)
Se conoce en la historia de la cartografía como Cola de Dragón a una gran península que aparece en los mapamundis clásicos y renacentistas, ubicada al sur del extremo oriente asiático, alrededor del meridiano 110 de longitud este.
Constituye una enorme prolongación de la Península de Indochina, así mientras la península real no se extiende más allá del paralelo 8°N, a lo largo de unos 550 km, la Cola de Dragón atraviesa el Ecuador terrestre y se extiende en algunas versiones hasta 10.º al sur del Trópico de Capricornio, alcanzando una latitud aproximada de 14°S, es decir, la península se alarga alrededor de 3.500 km adicionales.

## Origen del término

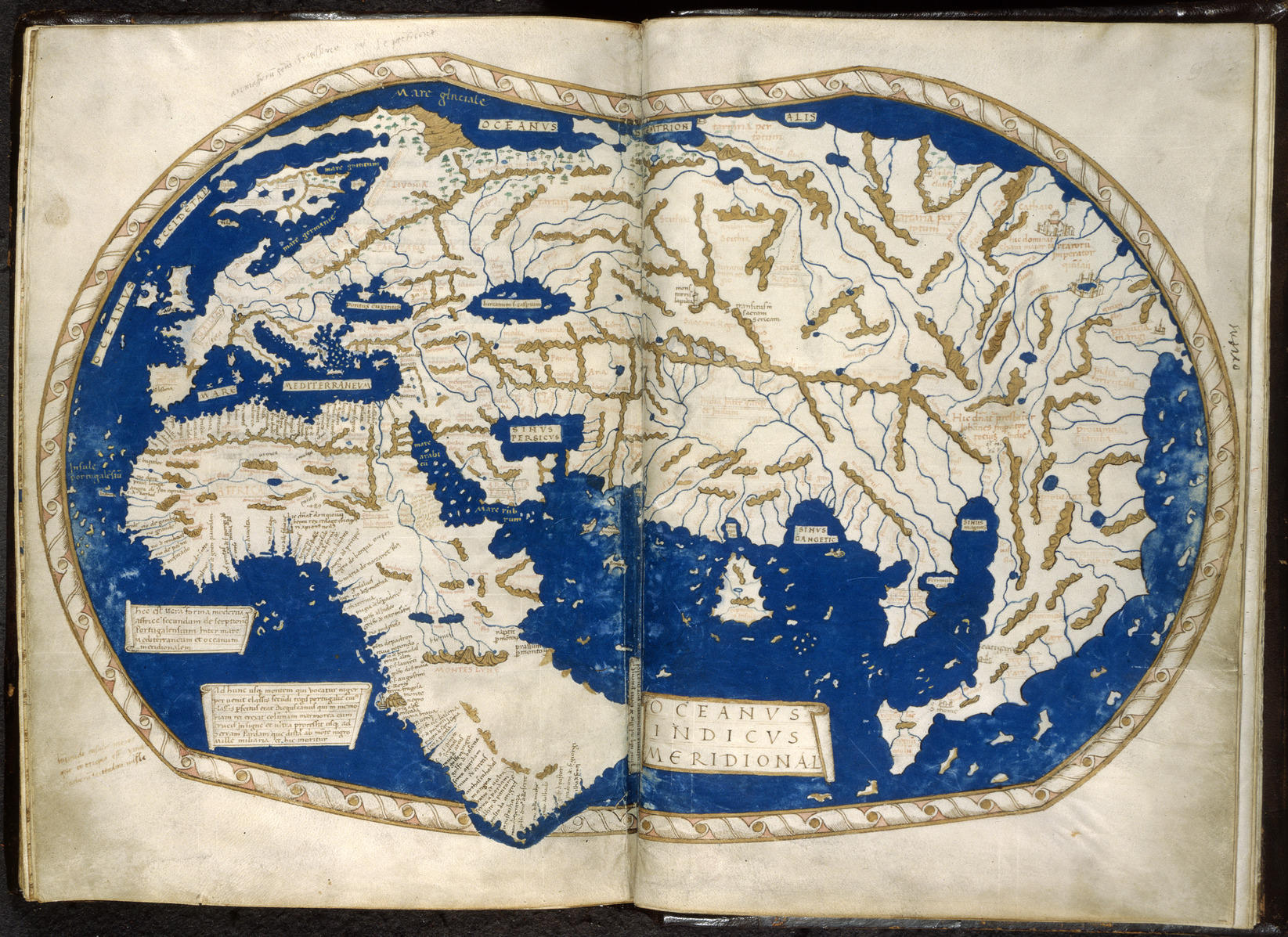
Mapamundi de 1489 de Enrique Martelo, en la Biblioteca Británica. Se trata del primer mapa ptolemaico europeo que incluye la Cola de Dragón como península. En este mapa identifica Paul Gallez la red hidrográfica sudamericana (ver Interpretación)

La gran península conocida por los modernos cartográfos como Cola de Dragón, no tiene una denominación precisa en los antiguos mapas, o bien responde a nombres genéricos como India Transgangética, India Meridionalis o Cattigara.
La actual denominación deriva del tratado geográfico que publicó en 1563 el diplomático portugués Antonio Galvão, en el que afirmaba que el infante don Pedro de Portugal obtuvo en 1428 un mapa elaborado alrededor del año 1300: "Estuvo en Roma y Venecia, de la que trajo un mapamundi que tenía todo el ámbito de la tierra y el Estrecho de Magallanes, se llamaba Cola de dragón (en portugués: Cola do dragam), el Cabo de Nueva Esperanza, frontera de África, y que de este documento se ayudó el Infante don Enrique en su descubrimiento".
Este nombre se corresponde a una identificación de la forma de los continentes con la figura de un dragón, en la que Asia conformaría el cuerpo del mitológico animal, Europa la cabeza, las penínsulas Arábiga y de Malaca serían las patas, la Península del Indostán el vientre, y finalmente la cuarta península asiática equivaldría a una larga cola rematada con una aleta.
Es importante tener presente, en ese contexto, que Galvão refería a que "...el estrecho de Magallanes se denominaba (se llamaba) con el topónimo Cola do dragam", lo que muestra un conocimiento e identificación -precolombino- de Sudamérica con la extremidad cartografica (ver Interpretación).

## Evolución cartográfica

### Geografía de Claudio Ptolomeo

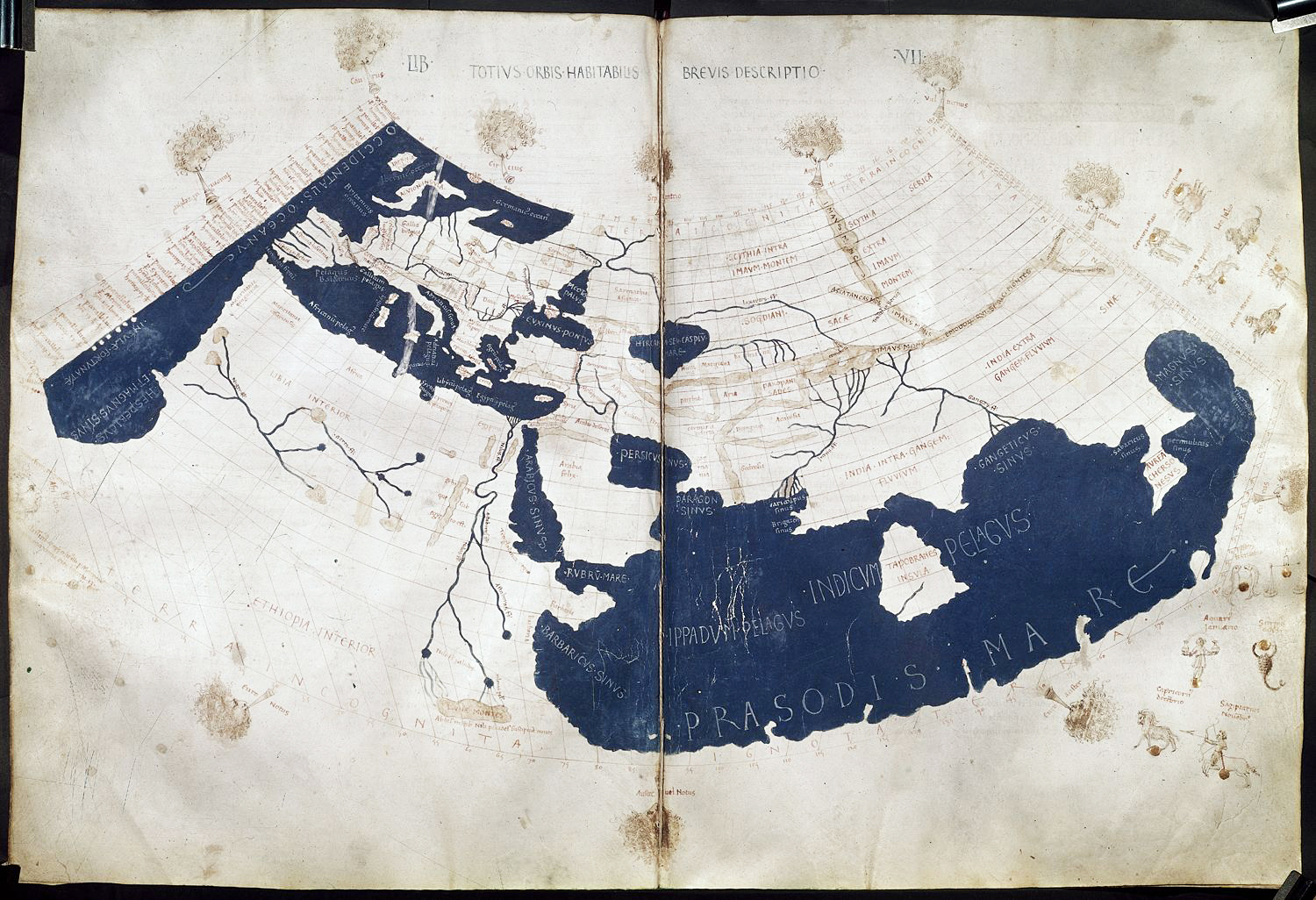
Mapamundi de Ptolomeo de c. 150, reconstruido en el siglo XV a partir de su Geografía.

El geógrafo greco-egipcio -ciudadano del Imperio romano- Claudio Ptolomeo escribió en torno al año 150 la obra llamada Geografía, catalogando en ella aproximadamente 8.000 lugares del ecúmene (mundo habitado y cultivado) con sus respectivas latitudes y longitudes. El trabajo de Ptolomeo en cuanto a estos puntos geográficos se asienta, de acuerdo a la actual consideración académica, en los saberes del eminente geógrafo fenicio Marino de Tiro. No se conserva ninguno de los mapas que acompañaban al texto ptolemaico; no obstante, a partir de su "redescubrimiento" en Constantinopla en 1295 se comenzaron a elaborar los llamados mapas "ptolemaicos", reconstruidos a partir de las precisas indicaciones geográficas de Ptolomeo. Esta concepción clasicista del mundo se impuso en la cartografía europea renacentista e influyó decisivamente en la visión geográfica de los grandes descubridores españoles y portugueses.
Al sur del extremo oriental de Asia, en las reconstrucciones de Ptolomeo se establecía la existencia de una larga prolongación de tierra hasta superar la línea del Ecuador, pero no llegaba a ser una península, ya que en las reconstrucciones se conectaba con la Terra Australis Ignota, la cual a su vez alcanzaba el África ecuatorial, presentando así al Océano Índico como un enorme mar interior.

### Descripción de la Tierra de Al-Juarismi
El gran erudito persa islamizado Al-Juarismi concluyó en 833 el Libro de la configuración de la tierra (en árabe: Kitāb sūrat al-ard), una versión revisada y corregida de la Geografía de Ptolomeo: situó 2.402 lugares alrededor del mundo con sus respectivas latitudes y longitudes, partiendo del legado de Ptolomeo, pero mejorando considerablemente las ubicaciones en las zonas asiáticas y africanas gracias a la información proveniente de los comerciantes y navegantes árabes, indios y chinos. Tampoco se conservan los mapas ajduntos a esta obra, pero se han podido reconstruir esquemáticamente siguiendo las coordenadas señaladas.
Conocedor de que era posible acceder por mar desde el Océano Índico al Mar de China, aunque sin un conocimiento exacto de los estrechos que unen ambos mares, Al-Juarismi rectifica la parte inferior de la franja oriental de Ptolomeo, dejando vía libre al mar a la altura del Trópico de Capricornio, y mostrando por tanto por primera vez la "cuarta península" asiática, y ubicando en ella la ciudad de Cattigara en sus costas occidentales. Esta península será conocida con el tiempo como Cola de Dragón, y cuya existencia será indiscutible entre los geógrafos y cartógrafos del renacimiento europeo. En la representación cartográfica de Al-Juarismi, que fuera reconstruida por Hubert Daunicht (Der Osten nach der Erdkarte al-Ḫuwārizmīs), aparece la Cola de Dragón con una ubicación geográfica muy similar a la que tiene en Henricus Martellus, con el eje Indochina-Cattigara muy similar entre ambos mapamundis. Al-Juarismi identifica además dos islas -a oriente y occidente de la Cola de Dragón-, denominadas como "Isla de la Plata del Mar Tenebroso" (en el Atlántico) e "Isla de la Plata del Mar Índico" (en el Pacífico). De acuerdo a Paul Gallez, Al-Juarismi es el primer cartógrafo en delinear a la Tierra del Fuego como isla.

### Cartografía europea medieval

Consolidación moderna invertida de la Tabula Rogeriana trazada por Al-Idrisi en 1154.

El geógrafo hispano-árabe Al-Idrisi, al servicio del rey normando Roger II de Sicilia, elaboró en 1154 la Tabula Rogeriana, uno de los mejores mapas del mundo elaborados hasta la fecha. Por su doble condición de europeo y musulmán tuvo acceso tanto a las fuentes medievales europeas como a las informaciones de los comerciantes árabes, así como a la concepción geográfica clásica, además de elaborar su propia investigación; fruto de todo ello desechó la visión ptolemaica del sudeste asiático, trazándolo con una forma redondeada mucho más similar a la forma real de la Península Indochina. Esta concepción es la que se impuso en la cartografía europea medieval.
El soberbio Atlas Catalán confeccionado por los mallorquines Abraham y Jehuda Cresques hacia 1375 sintentiza en su mapamundi el conocimiento geográfico más avanzado del momento, optando también por el remate del continente asiático mediante una leve península redondeada. Finalmente, como colofón de estos avances, el monje italiano Fra Mauro confeccionó en 1459 un gran Mapamundi considerado como "el mejor memorial de la cartografía medieval", en el cual se muestra un trazado del Golfo de Tailandia y de la Península Indochina bastante fiel a la realidad.

### Cartografía europea renacentista

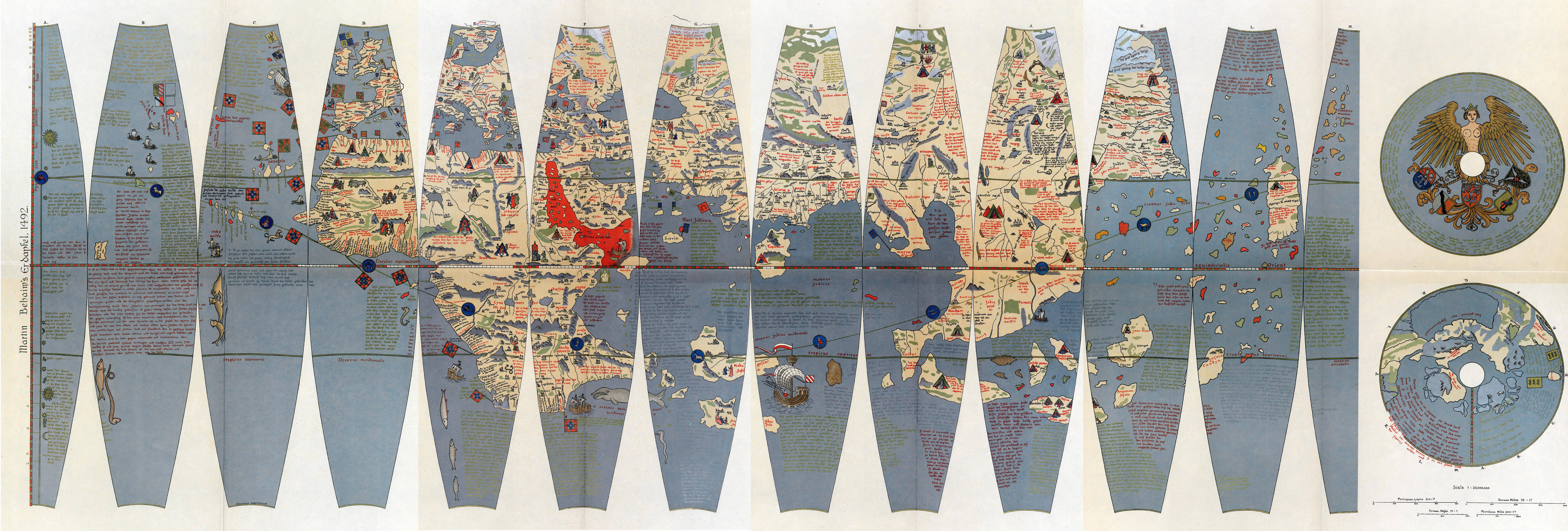
Erdapfel de Martin de Bohemia de 1492, el globo terráqueo más antiguo que se conserva.

Planisferio de Cantino de 1502, el cual unifica la Cola de Dragón y el Quersoneso de Oro (Península de Malaca).

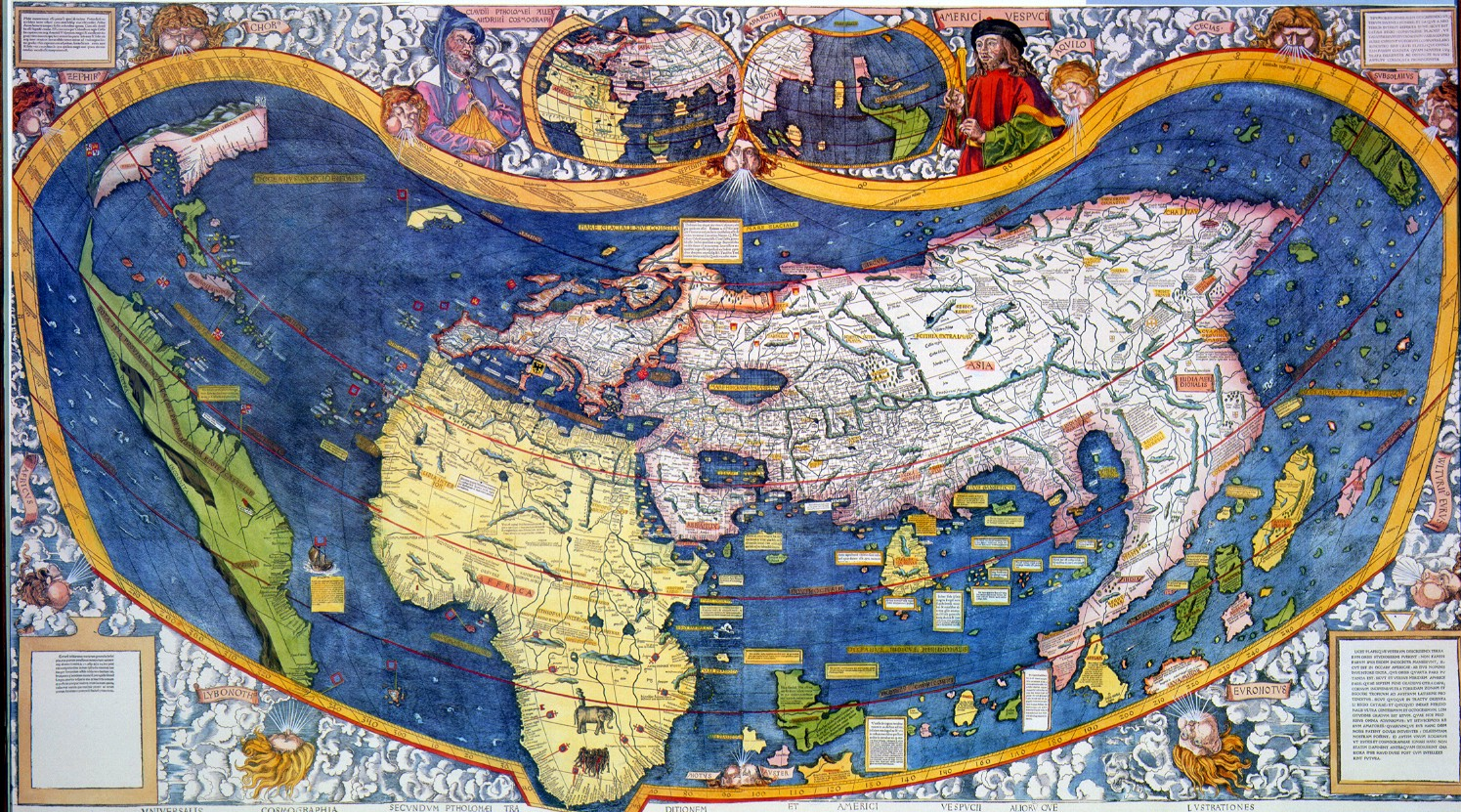
Universalis Cosmographia, de Martin Waldseemüller (1507), el cual recupera la Cola de Dragón.

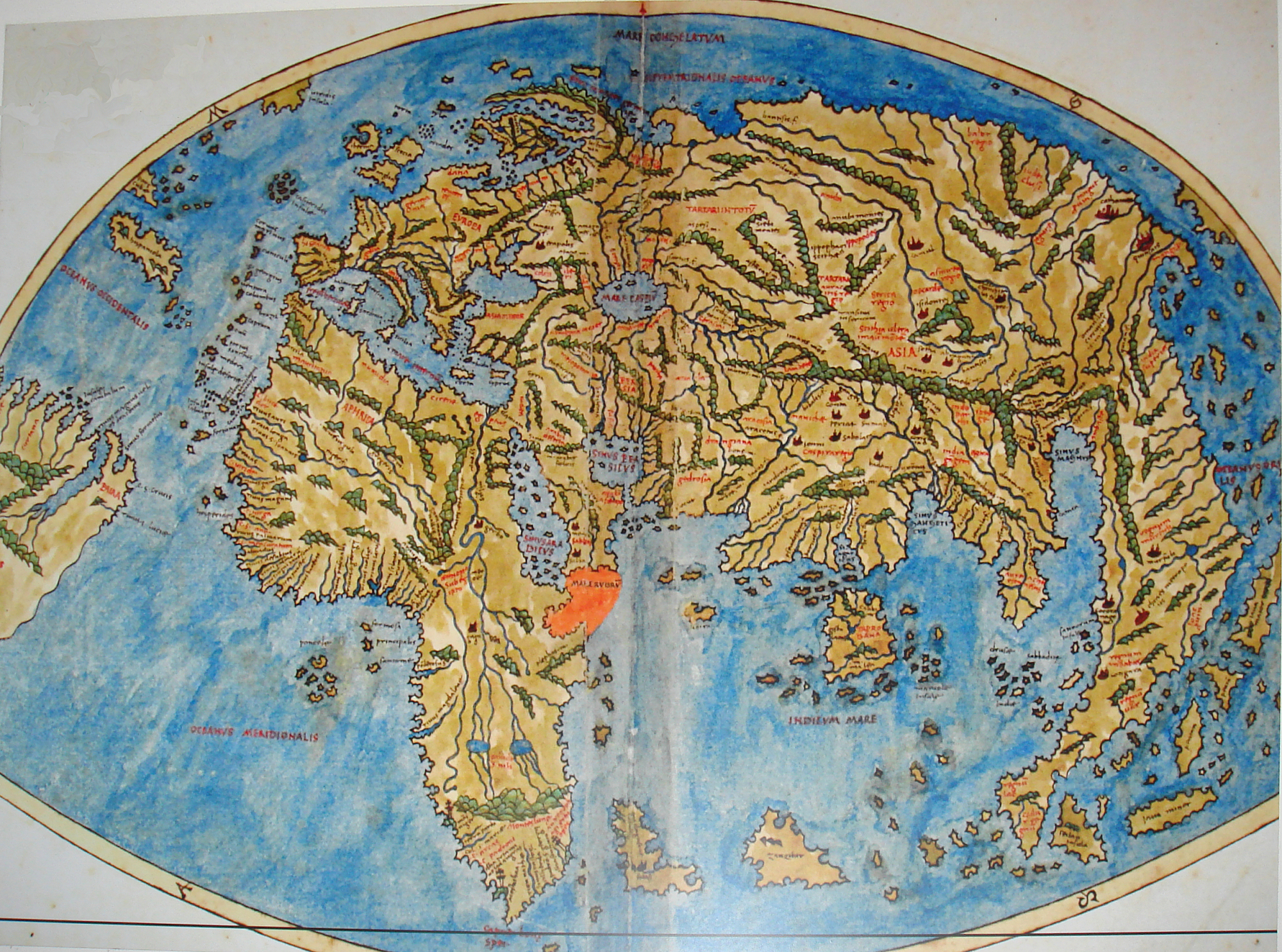
Planisferio de Pietro Coppo de 1520, una de las últimas representaciones de la Cola de Dragón.

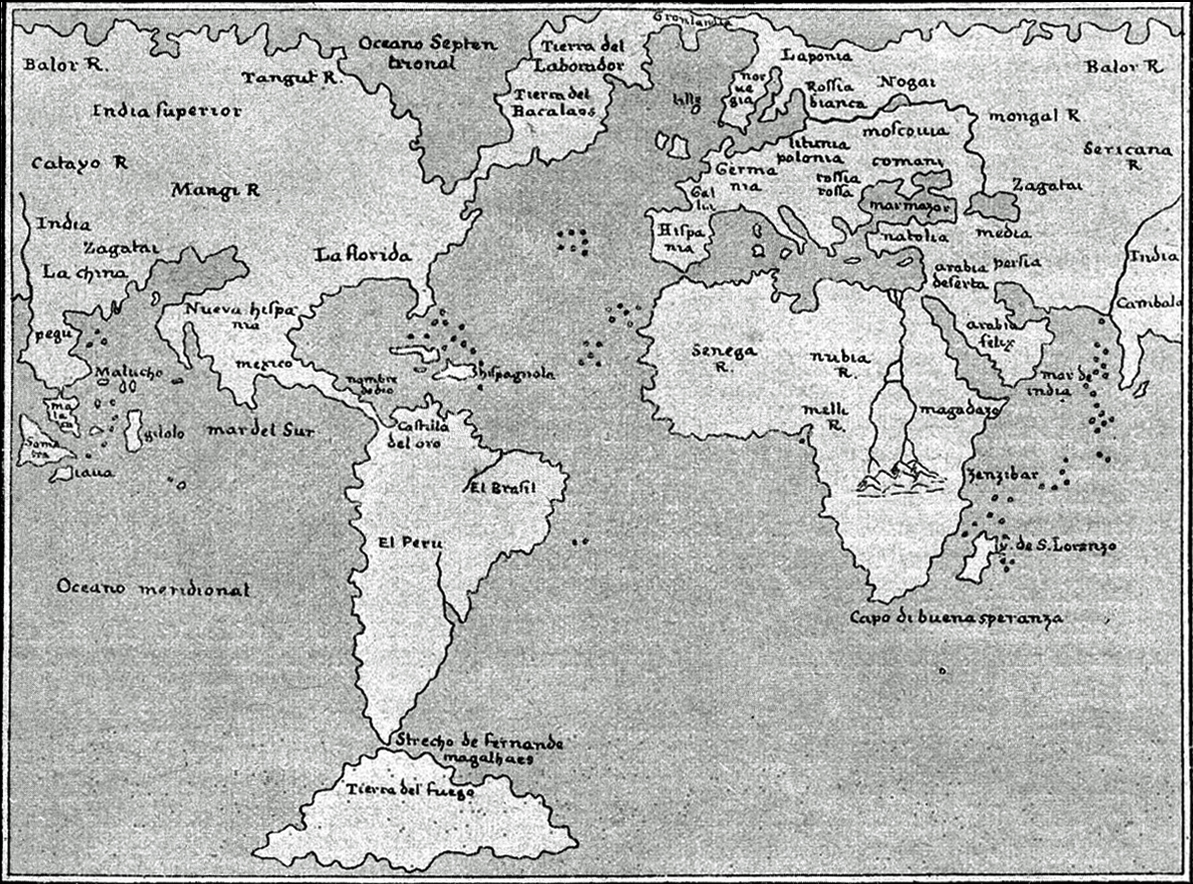
Mapamundi de Gastaldi de 1548

En el Renacimiento se procede a rescatar en la Europa Occidental la cultura clásica greco-latina frente al teórico oscurantismo medieval, aunque ello no supuso en el caso de la cartografía un avance inmediato. El redescubrimiento de la Geografía de Ptolomeo en 1295 por el bizantino Maximus Planudes y su traducción al latín en 1406 dieron lugar a que los principales cartógrafos de la Europa renacentista desecharan la concepción del continente asiático que habían defendido los grandes cartógrafos medievales y adoptaran en su lugar el concepto de "cola de dragón".
El modelo ptolemaico es actualizado en Lisboa hacia 1485 por Bartolomé Colón, inspirando el célebre mapamundi de 1489 del alemán Enrique Martelo, en el cual figura una enorme península al sur de Asia, que se extiende hasta la misma latitud que el sur de África y que a la vez ocupa varios grados de longitud, conteniendo numerosos ríos, lagos y cordilleras. El globo terráqueo Erdapfel, confeccionado en 1492 por Martin de Bohemia, copia este mismo trazado.
Tras la llegada de Cristóbal Colón a las Indias Occidentales en 1492 y las sucesivas exploraciones de las tierras americanas distintos cartógrafos comienzan a reflejar su existencia en los mapas, aunque tendiendo a vincular este Nuevo Mundo con el continente asiático conforme a la inicial concepción del propio Colón.
La pervivencia de la concepción clásica del mundo combinada con los cada vez más amplios conocimientos geográficos de la Era de los descubrimientos va creando distintas confusiones en el reflejo cartográfico de esos descubrimientos, así el "clandestino" Planisferio de Cantino elaborado en 1502 muestra los más avanzados conocimientos secretos de la corte portuguesa, convirtiéndose en el más avanzado planisferio realizado hasta la fecha, al mostrar con gran precisión varias regiones hasta entonces poco conocidas. Respecto al sur de Asia, siendo los portugueses conocedores de los accesos reales al Mar de China, se omite la existencia de la supuesta cuarta península asiática, no obstante se intenta conservar la concepción ptolemaica y se configura erróneamente una Península de Malaca de gran tamaño mucho menos exacta que en los mapas precedentes, reflejando esta tercera península con una forma similar a la que hasta entonces se le había atribuido a la "Cola de Dragón". El Planisferio de Caverio de 1504 muestra el mismo planteamiento.
El alemán Martin Waldseemüller, en su Universalis Cosmographia de 1507, refleja por primera vez al completo el Nuevo Mundo descubierto por Cristóbal Colón de forma totalmente exenta al continente asiático, y lo bautiza con el nombre de "Terra America". Para el trazado del continente americano se basa y amplía la concepción del genovés Nicolás Caverio, pero para el continente asiático rescata la concepción ptolemaica, recuperando la forma real de la Península de Malaca y resucitando la "Cola de Dragón" tal y como la había reflejado Martelo en 1489.
Durante las dos décadas siguientes impera la confusión, en función de las fuentes por las que opte cada cartógrafo. El más acertado es el polaco Jan de Stobnica, que en 1512 muestra América como un continente exento y suprime la Cola de Dragón, siguiendo las propuestas de Américo Vespucio. Otros optan por unificar Sudamérica y la Cola de Dragón, como el flamenco Johann Ruysch en su Planisferio de 1507. Finalmente otros autores muestran por un lado América y por otro mantienen la Cola de Dragón de Martelo, como lo hacen los italianos Sylvanus en 1511 y Pietro Coppo en 1520, o el francés Laurent Fries en 1522.

## Relevancia
La gran península después conocida como Cola de Dragón tuvo una enorme relevancia histórica en el tránsito del siglo XV al siglo XVI, puesto que tanto el Almirante Cristóbal Colón como los primeros exploradores del Nuevo Mundo creían firmemente en su existencia, y esa convicción inspiró el derrotero de sus viajes y condicionó la interpretación de las tierras descubiertas.
En su cuarto viaje, Colón podría haber estado en la búsqueda de la mítica ciudad de Cattigara (nombrada desde la Geografía de Ptolomeo y tomada de Marino de Tiro), un lugar que venía señalado en los mapas de la antigüedad como la antesala de los mares de China. Colón no encontró jamás el estrecho para llegar a esta ciudad, pero en su empeño recorrió y cartografió miles de kilómetros de la costa americana.

## Interpretación

### Identificación de la Cola de Dragón con el archipiélago malayo

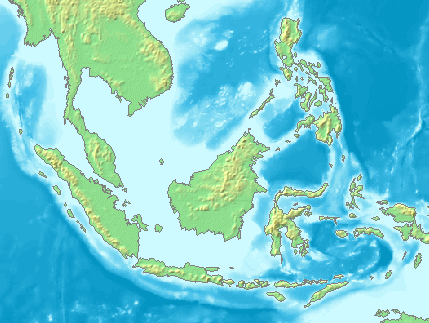
Mapa físico del archipiélago malayo

Una primera interpretación refiere que la Cola de Dragón representaría la amalgama de grandes y pequeñas islas que componen el archipiélago malayo: las actuales Indonesia, Filipinas y Nueva Guinea, y que incluso podría representar algún primitivo conocimiento asiático de la costa norte de Australia.

### Identificación de la Cola de Dragón con Sudamérica
La principal teoría alternativa defiende que la Cola de Dragón representa un olvidado conocimiento clásico de Sudamérica, habiendo sido cartografiado este subcontinente varios siglos antes del descubrimiento europeo de 1492 (ver Escuela Argentina de Protocartografía).
- Enrique de Gandía, historiador argentino, describe en su libro Primitivos navegantes vascos (Editorial Vasca Ekin. Buenos Aires, 1942) que la gran península del mapamundi de Martellus puede ser identificada por sus grandes dimensiones con la "gran masa sudamericana".
- Independiente de estos aportes, corresponde al investigador argentino Dick Edgar Ibarra Grasso la identificación del Sinus Magnus como el Océano Pacífico, en un mapa de detalle de Ptolomeo -referido a Oriente- y en el que las tierras del este de Ptolomeo poseerían toponimia quechua (río Ambastus, asociada a la etnia Ambato del Ecuador), ubicando según esta interpretación partes de América del Norte, Central y del Sur, lo que plasma en su libro La representación de América en mapas romanos de tiempos de Cristo (ed. del autor. Buenos Aires, 1970).
- Inspirado por una conferencia de Enrique de Gandía, el geógrafo belga-argentino Paul Gallez inicia sus estudios sobre la temática y descubre en 1973 la red hidrográfica sudamericana en el Mapamundi de 1489 (ubicado en la British Library), lo que plasma en su trabajo Los grandes ríos de Sudamérica en el Ptolomeo londinense de Heinrich Hammer (Universidad de Bonn, 1975), para posteriormente publicar el libro La Cola del Dragón. America del Sur en mapas antiguos, medievales y renacentistas (ed. alemana, 1980, ed. argentina 1990), siendo la última edición la italiana de 2006, de la editorial Liutprand de Pavía.
- La "identificación fundamental" que realiza Gallez contiene un nivel de certeza que es imposible de soslayar, ya que tan solo la orientación y corrida del sistema hidrogáfico Paraná-Paraguay es de por sí prueba concluyente de tal identidad. Mas aún si se le agregan otros hitos tanto orográficos como hidrográficos. La extraordinaria identificación que Paul Gallez lleva a cabo en su libro sobre la Cola del Dragón. Imagen original: Paul Gallez, con recreación a color de Nito Verdera.

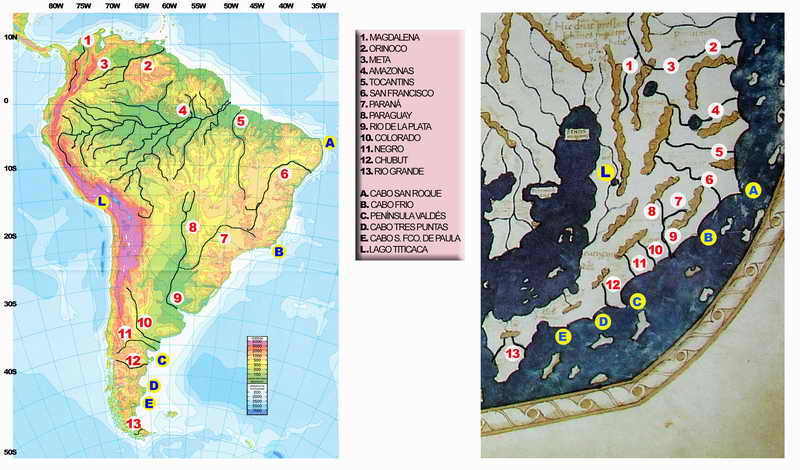
La extraordinaria identificación que Paul Gallez lleva a cabo en su libro sobre la Cola del Dragón. Imagen original: Paul Gallez, con recreación a color de Nito Verdera.

- Si bien se ha intentado una refutación de la tesis de Gallez, como es el caso del trabajo de William Richardson (South America on Maps before Columbus? Martellus's "Dragon's Tail" Peninsula, Richardson, William, 2003) o el de Jesús María Porro Gutiérrez (La cartografía ptolemaica del sureste asiático y su variante martelliana: planteamiento, consideraciones críticas y desarrollo de una hipótesis reinterpretativa, 2001), tales intentos no lograron responder la tesis fundamental de Gallez, que es la identificación de los grandes ríos, montañas, entrantes y salientes costeras de Sudamérica, situadas en el mapamundi de Martellus de 1489. Lo que Gallez había reforzado a través de la técnica de la Red de Distorsión Cartográfica, no pudiendo responder suficientemente a tal tesis, con la supuesta aleatoriedad de tal identificación (Richardson), o con una búsqueda de identificaciones toponímicas alternativas, concentradas en Asia (Porro Gutiérrez), ya que no se logra responder satisfactoriamente a los aciertos de las relevantes y precisas identificaciones que lleva a cabo Gallez.
- Si bien la obra de la Escuela Argentina de Protocartografía ha tenido recepción y resonancia a través de los Congresos de Americanistas y fundamentalmente en el ámbito académico -dentro de la historiografía de la cartografía antigua-, existen nuevas líneas de investigación que intentan responder el origen de esta misteriosa cartografía precolombina de América.
- El Dr. Gustavo Vargas Martínez (1934-2006), profesor e investigador colombiano, siguió una línea que establece las fuentes de la cartografía de Martellus como de origen chino, referidas a las antiguas tierras (siglo V a. C.) de Fusang. Esta tesis ha sido refutada por Dick Edgar Ibarra Grasso, basándose en la imposibilidad de que los antiguos chinos hayan delineado una cartografía en la que la cuarta península (Cola de Dragón) se encuentre adherida a su país, y también fundándose en lo que él llama "test de frescura". Es decir, que el mapa con la red de ríos, golfos bahías y penínsulas de Sudamérica -en Martellus de 1489- no podía ser muy antiguo (lo que agrava y potencia la refutación primera), dado que un mapa muy antiguo habría perdido precisión por las sucesivas copias. Ello lleva a concluir que navegantes y cartógrafos chinos tan antiguos no confundirían tan groseramente sus propios límites costeros, trazando a su vez una red de ríos tan exacta. Cabe decir que el Profesor Vargas Martínez ha sido investigador en la UIS de Bucaramanga, la UNAM y la Escuela Nacional de Antropología e Historia (ENAH) de México, y en el Instituto de Idiomas de Beijing, China; excoordinador del Colegio de Estudios Latinoamericanos de la UNAM y de la Licenciatura en Antropología Social de la ENAH. Editó entre otros: Atlas antiguo de América, Editorial Trillas, México, 1995; América en un mapa de 1489, Ediciones Taller Abierto, México, 1996, y su importante aporte Brasil en la cartografía prelusitana.4
- El escritor e investigador argentino Demetrio Charalambous, quien fuese representante internacional para Hispanoamérica de Imago Mundi, órgano de la Sociedad Internacional para la Historia de la Cartografía, en su obra Descubrimiento en el mar de papel, edición del autor de 1995, intenta responder a la presencia en mapas precolombinos de ríos supuestamente no conocidos de la inexplorada Sudamérica, que se encuentran en cartografía portuguesa, y que busca responder a través de fuentes judías (Rey Salomón). Tales mapas, según el autor, habrían llegado a Europa a través de la orden templaria y posteriormente ésta las entregó a órdenes similares en Portugal, lo que demuestra un conocimiento precolombino de América.
- El investigador y divulgador argentino Enrique García Barthe brinda, a través del estudio de tres mapas medievales del siglo XV (Per Totum Circulorum, Walsperger y Zeitz), una explicación plausible sobre cómo podía producirse la distorsión territorial cartográfica que diese origen -por fusión y traslado territorial- a un fenómeno como el de la Cola de Dragón. En su trabajo Descubrimiento de los mapas que cambian la historia, concluye que el apego forzado de los cartógrafos medievales y renacentistas a la proyección longitudinal ptolomaica de 180°, tensionada -en los mapas cristianos- con el centro en Jerusalén, condiciona la representación exacta -en estos tres mapamundis circulares- de las tierras de oriente (América), pudiéndose con ello explicar la mutilación de Norteamérica y Centroamérica y su fusión con Asia (así como el traslado en uno de esos mapas de una ya conocida Australia). Esta misma explicación podría servir también para comprender una posible distorsión de la representación exacta de América en el Mapamundi -rectangular- de Martellus, lo que fortalece la tesis de Gallez e Ibarra Grasso.
- El profesor e investigador argentino Pablo Cayuela (Universidad Tecnológica de Córdoba y Universidad Católica de Córdoba) ha demostrado a través de varios trabajos (Incógnitas en la Geografía de Ptolomeo. Su cartografía en discusión y De la geometría de Euclides a la Geografía de Ptolomeo - El impacto histórico de la aplicación de las matemáticas griegas) que la cartografía de las tierras de oriente en Ptolomeo -con Cola de Dragon o sin ella- posee preguntas sin responder, ya que no se puede concluir forzosamente que el Mar de la India haya necesariamente estado cerrado en las representaciones originales de Ptolomeo, como aparece en las recostrucciones de Ptolomeo desde 1475, o antes (aprox. 1300). A su vez este Mar de la India, denominado Sinus Magnus, podría ser asimilado cartográficamente con el Océano Pacífico (apoyando la tesis de Ibarra Grasso). El autor muestra a través de numerosas reconstrucciones que la amplitud del Sinus Magnus fue reducida drásticamente desde Ptolomeo, afirmando que el Sinus Magnus desde diversas perspectivas puede ser considerado como el Océano Pacífico, ratificando la línea de Ibarra Grasso en cuanto a las identificaciones en la zona ecuatorial de la Cola del Dragón: Arriba: Una reconstrucción del Sinus Magnus de acuerdo a la consideración de Marino de Tiro (225° de longitud para la Ecumene, 75° aprox. para el Gran Golfo). Abajo, la verdadera extensión del océano pacífico: 160° (15.000 km), casi la mitad de aquella medida. Imagen: Pablo Cayuela

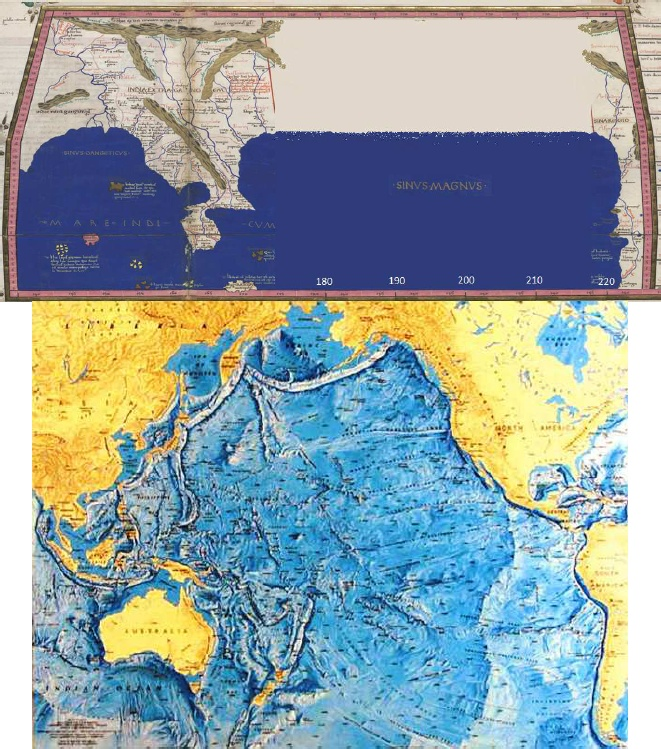
Arriba: Una reconstrucción del Sinus Magnus de acuerdo a la consideración de Marino de Tiro (225° de longitud para la Ecumene, 75° aprox. para el Gran Golfo). Abajo, la verdadera extensión del océano pacífico: 160° (15.000 km), casi la mitad de aquella medida. Imagen: Pablo Cayuela

"La forma de los cabos de la costa al norte del puerto de Cattigara y su posición relativa al Ecuador llevaría a Ibarra Grasso a suponer que los promontorios Notium y Satyrorum son Punta Agujas y Punta Pariñas, en la costa de Ecuador y Perú, respectivamente. Parte de la verificación de semejante hipótesis estaría asociada a la corroboración arqueológica del puerto de Cattigara y otros lugares mencionados por Ptolomeo y autores anteriores, que Ibarra Grasso, de Gandía y Gallez sugieren se encuentran en la costa pacífica de América"
Pablo Cayuela. De la Geometría de Euclides a la Geometría de Ptolomeo

### La Cola del Dragón, Sudamérica y el Paraíso Terrenal
- El profesor e investigador argentino Ernesto D. Ocampo Mora (abogado de la Universidad Nacional de Córdoba) reveló además otras identificaciones precolombinas de Sudamérica, ubicadas esta vez en el mapamundi de Yale (Sudamérica en el Mapamundi Martellus de 1491 y El paraíso terrenal en Sudamérica en un mapamundi de 1491), afirmando que el mapamundi de 1491, que se encuentra en la Universidad Yale, posee -en su marco- una georreferenciación simbólica del Paraíso Terrenal (que ubicaría el Eden en el este de la Cola del Dragón, y por tanto en Sudamérica), revelando la imagen oculta de un cartógrafo que orienta -mediante el trazo de un pincel- el viaje desde Europa (cabeza del Dragón) hacia el Paraíso Terrenal (en la Cola del Dragón). Esta representación muestra la imagen de un ouroboros, lo que simboliza la unión de los opuestos (antípodas). El autor revela la existencia de un calendario astronómico indiano (solar-estelar) que sirve para establecer solsticios y equinoccios, lo que demuestra un asombroso conocimiento de Sudamérica -que era conocida mucho más allá del Trópico de Capricornio-, tanto geográfica como culturalmente, y antes de Colón. También identifica, en el marco estilizado del mapamundi, plantas sudamericanas (cacao, pimiento chile, ananá, girasol, etcétera) y animales propios de Sudamérica como el ñandú, suri o choique, que reconoce por sus patas tridáctilas, y que sirve para comprender -en el mapamundi- la manifestación de la constelación de la cruz del sur, que es desde hace miles de años representada con la forma de esa ave tridáctila, por las culturas locales de Sudamérica (quechas, guaraníes, mapuches, entre otros). El investigador concluye que las fuentes de las que debió abrevar Martellus, por la simbología empleada en el marco, serían de origen templario (1118-1307). También hace referencia a que Cristóbal Colón estaba plenamente consustanciado con esta cartografía, lo que surge de su correspondencia oficial (Libro Copiador de Cristóbal Colón), y que, por lo tanto, Colón sabía que llegaba a un territorio que era conocido por los antiguos (Ofir), aunque olvidado durante mucho tiempo.

### Ubicación de Cattigara y del Sinus Magnus
El Sinus Magnus (Gran Golfo) fue identificado en 1970 como el Océano Pacífico por Ibarra Grasso, quien a su vez refiere a que ya en el siglo XVI había en los cartógrafos la creencia de que tal gran golfo era el que luego se conocería como Mar Dulce (Pacífico). Más allá de esta antigua cartografía surgida desde Marino de Tiro y Ptolomeo (aunque Ibarra Grasso la identifica aún antes), aparece nombrada al sur del Sinus Magnus la ciudad de Cattigara, junto con otras como Acathra -más al norte-, apareciendo la ciudad de Thinae (Metrópoli) cerca del Ecuador, lo que muestra que en la costa occidental de lo que sería el Océano Pacífico habría habido numerosas ciudades antiguas. Esto es consistente, de acuerdo a Ibarra Grasso, con la ubicación de numerosas grandes civilizaciones como las olmecas y toltecas, al norte, y las de Lambayeque y pre-Nazcas al sur, siempre en la época en que se diseñaron los mapas antiguos. En ese contexto, algunos partidarios de la teoría sudamericana identifican la ciudad de Cattigara con Chan Chan, la capital del Reino Chimú, ubicada en la actual Provincia de Trujillo, en Perú, que constituye la mayor ciudad construida en adobe de América. Aun así, existen diversas posibles ubicaciones que han sido postuladas por los integrantes de la Escuela Argentina de Protocartografía. Bartolomé Colón había hecho un croquis con la identificación del Sinus Magnus en la costa occidental de la Cola del Dragón. El propio Cristóbal Colón buscaba en el cuarto viaje el paso rumbo a Cattigara, y tenía muy claro que se encontraba en el lado Oriental de esa gran franja de tierra, denominada Cola de Dragón, con lo cual es evidente que estaba observando mapas como el de Martellus, que de acuerdo a los actuales estudios académicos fue clave en su viaje de descubrimiento.